# Родольфо Ромбальдоні
Родольфо Ромбальдоні (італ. Rodolfo Rombaldoni, 15 грудня 1976) — італійський баскетболіст.
Срібний призер Олімпійських Ігор 2004 року.